# Zvonimir Janko
Zvonimir Janko (Bjelovar, 26 luglio 1932 – Heidelberg, 12 aprile 2022) è stato un matematico croato eponimo dei gruppi di Janko, gruppi semplici sporadici con un ruolo di rilievo nella teoria dei gruppi.

## Biografia
Janko studiò all'Università di Zagabria, dove ottenne il suo Ph.D. nel 1960.  Dopo gli studi insegnò nella scuola secondaria di Široki Brijeg in Bosnia ed Erzegovina.
Successivamente fu professore presso l'Università di Zagabria, l'Università di Heidelberg, la Monash University e la Università Nazionale Australiana.